# Flettner Fl 265
Flettner Fl 265 là một loại trực thăng thử nghiệm do Anton Flettner thiết kế.

## Quốc gia sử dụng
Germany
- Luftwaffe

## Tính năng kỹ chiến thuật (Fl 265)
Dữ liệu lấy từ 
Đặc tính tổng quan
- Kíp lái: 1
- Chiều dài: 6,16 m (20 ft 3 in)
- Chiều cao: 2,82 m (9 ft 3 in)
- Trọng lượng rỗng: 800 kg (1.764 lb)
- Trọng lượng cất cánh tối đa: 1.000 kg (2.205 lb)
- Động cơ: 1 × Bramo Sh.14A , 119 kW (160 hp)
- Đường kính rô-to chính: 2× 12,3 m (40 ft 4 in)
- Diện tích rô-to chính: 237,6 m2 (2.558 foot vuông) total area

Hiệu suất bay
- Vận tốc cực đại: 140 km/h (87 mph; 76 kn) trên mực nước biển
- Tầm bay: 300 km (186 mi; 162 nmi)
- Trần bay: 4.100 m (13.451 ft)